# Hrabstwo Crenshaw

Piramida wieku hrabstwa

Hrabstwo Crenshaw – hrabstwo w stanie Alabama w USA. Populacja liczy 13 665 mieszkańców (stan według spisu z 2000 roku).
Powierzchnia hrabstwa to 1582 km². Gęstość zaludnienia wynosi 8,5 osoby/km².

## Miejscowości
- Luverne
- Brantley
- Dozier
- Glenwood
- Petrey
- Rutledge